# Moses Isserles
El rabino Moisés Isserles (en hebreo: משה בן ישראל איסרלישׂ‎, en polaco: Mojżesz ben Israel Isserles) (22 de febrero de 1530 / 25 Adar I 5290 – 11 de mayo de 1572 / 18 Iyar 5332), también conocido por el acrónimo Rema, fue un eminente judío polaco, rabino asquenazí, talmudista y posek o experto en la ley judía.

## Biografía
Isserles nació en Cracovia, Polonia. Su padre, Israel ben Iosef (conocido como Isserl), era un prominente talmudista e independiente adinerado, que probablemente había dirigido la comunidad; su abuelo, Iejiel Luria, fue el primer rabino de  Brest. (En una época que precedió al uso común de los apellidos, Moisés fue conocido por su patronímico, Isserles). Estudió en Lublin con el rabino Shalom Shachna, que más tarde sería su suegro. Entre sus condiscípulos se encontraba su pariente Salomón Luria (Maharal) -más tarde un importante disputador de muchas de las sentencias halájicas de Isserles, y Chayim Bezalel, un hermano mayor del Rabino Judah Loew ben Bezalel, el Maharal de Praga. Su primera esposa murió joven, a la edad de 20 años, y más tarde fundó la Sinagoga Rema en Cracovia en su memoria (originalmente su casa, construida por su padre en su honor, que regaló a la comunidad). Más tarde se casó con la hermana de Iosef ben Mordejai Gershon HaKohen.
Regresó a Cracovia hacia 1550, cuando estableció una gran yeshivá, y siendo un hombre rico, mantenía a sus alumnos a su costa. En su enseñanza, se oponía al pilpul y hacía hincapié en la interpretación sencilla del Talmud. En 1553 fue nombrado Daián o juez rabínico; también formó parte del Consejo de las Cuatro Tierras. Se convirtió en un erudito de renombre mundial y fue consultado por muchos otros rabinos de renombre, entre ellos Iosef Caro, para tomar decisiones halájicas. Fue uno de los más grandes eruditos judíos de Polonia, y fue la principal autoridad halájica para la judería europea de su época. Murió en Cracovia y fue enterrado junto a su sinagoga. En su lápida está inscrito "Desde Moisés (Maimónides) hasta Moisés (Isserles) no hubo ninguno como Moisés". Hasta la Segunda Guerra Mundial, miles de peregrinos visitaban anualmente su tumba en Lag Ba'omer, en su Iórtzait, (la fecha de su defunción).
Isserles no solo fue un renombrado erudito del Talmud y de la Halajá judía, sino que también fue un erudito en Cábala y estudió historia, astronomía y filosofía. Enseñaba que "el objetivo del hombre es buscar la causa y el significado de las cosas". También sostenía que "es permisible estudiar de vez en cuando la sabiduría secular, siempre que se excluyan las obras de herejía... y que uno [primero] conozca lo que está permitido y lo que está prohibido, las reglas y las mitzvot". El Maharshal le reprochó haber basado algunas de sus decisiones en Aristóteles. Su respuesta fue que solo estudió filosofía griega a partir de la Guía de los Perplejos de Maimónides, solamente en Shabat y Iom Tov, y además, es mejor ocuparse de la filosofía que errar a través de la Cábala.
El rabino Isserles tuvo varios hijos: "Drezil" (llamada así por su abuela materna), esposa de R. Bunem Meisels. Una hija cuyo nombre nos es desconocido... Un hijo, R. Iehuda...  Una tercera hija... cuyo nombre nos es totalmente desconocido". Está enterrado en el epónimo cementerio del Rema en Cracovia.

## Genealogía
Reputado descendiente del Rey David (David HaMelej) a través de Rashi, él mismo tiene muchos descendientes notables, entre los que se incluyen miembros de la familia Meisel, junto al rabino Yakov Kuli Slonim, yerno del Rebe Mittler, los compositores Felix Mendelssohn y Giacomo Meyerbeer, el escritor Inbali Iserles, el matemático Arieh Iserles y el estadístico Leon Isserlis. [cita requerida]

## Aproximación

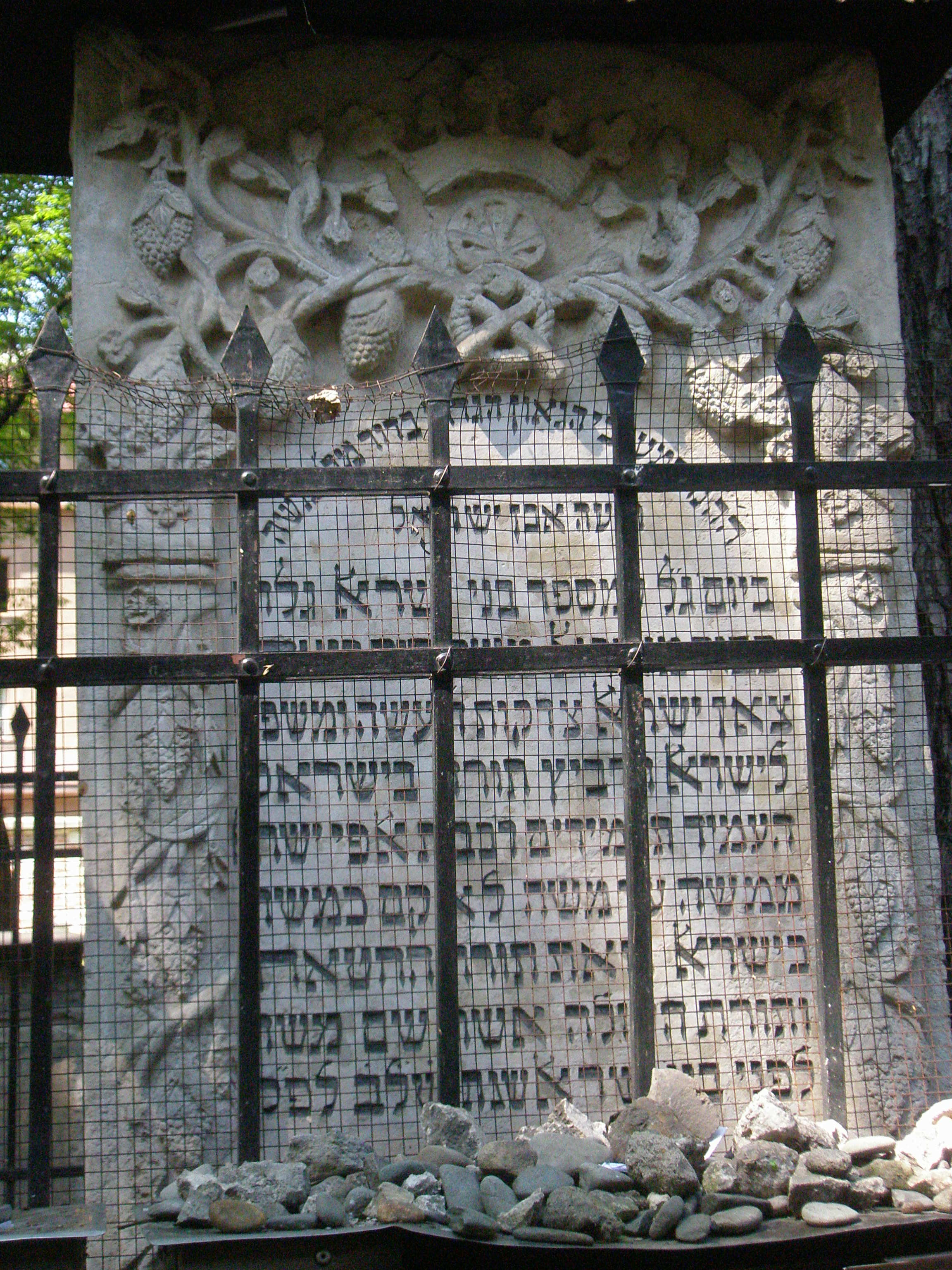
La lápida de Rama en el cementerio de Remuh, Cracovia

Isserles es quizá más conocido por sus obras halájicas, entre las que destacan sus notas en el Shulján Aruj de Joseph Caro. Una de las cosas por las que el rabino Isserles es más conocido es su enfoque de las costumbres (Minjaguim): "Hay que recordar que R. Isserles no consideraba el Minjag judío a la ligera.  Por el contrario, él también expresaba reverencia y respeto por él, y siempre que era posible se esforzaba por mantenerlo y también por explicar su origen. Solo que, a diferencia de muchos grandes estudiosos del Talmud, se negó a seguirlo ciegamente. Cuando se convencía de la falta de fundamento de un Minjag, estaba dispuesto a repudiarlo independientemente de su aceptación por parte del pueblo".
Además: "El Talmud es por supuesto, la gran reserva a la que recurre R. Isserles como primer paso para intentar resolver un problema. La cuestión en cuestión se remite inmediatamente a un caso idéntico o similar en el Talmud. El segundo paso es la ponderación de las opiniones de los Rishonim ראשונים, es decir, Alfasi (רי "ף), Tosafot, Nahmánides, etc. ampliando y explicando el texto. La opinión de la mayoría es seguida por R. Isserles e incluso Maimónides, al que respetaba mucho, es despreciado si estaba en minoría. Después de los Rishonim, R. Isserles procede a examinar los escritos de los Ajaronim אחרונים, es decir, Mordejai, Jaim Yechiel Ashri y el Tur, y este último es seguido especialmente cuando los Tosafistas están de acuerdo con él. En este punto, se citan ampliamente la Responsa de las autoridades rabínicas posteriores, de acuerdo con el principio bien establecido de הלכה כבתרא, prestando la debida atención incluso a las opiniones de los contemporáneos y a las costumbres de la judería polaca que el ב "י omitió. Así, Isserles, tanto en su responsa rabínica como en el ד "מ y su comentario al Shulján Aruj, sirvió de complemento y ofreció a su comunidad el código de la ley judía, ajustado a sus autoridades, costumbres y necesidades. Extendió el "mantel" sobre la "mesa servida" por su contemporáneo, el ב "י"
Isserles, al igual que Joseph Caro en el Shulján Aruj, cita a menudo fuentes y opiniones cabalísticas en sus diversas obras, y escribe sobre su gran alegría al comprobar que su dictamen coincidía con lo que más tarde encontró escrito en las "palabras del Zohar que se dieron en el Monte Sinaí...".
Escribiendo a un amigo que se había convertido en rabino en Alemania, Moisés Isserles expresó su preferencia por vivir en Polonia sobre Alemania: Estarías mejor viviendo con nosotros en Polonia con pan duro si es necesario, pero seguro.

## Obras
Isserles es conocido por su obra fundamental de Halajá (ley judía), titulada ha-Mapah (lit., "el mantel"), un comentario en línea sobre el Shulján Aruj (lit. "la mesa servida"), sobre el que descansa principalmente su gran reputación como halajista y codificador.

### Darkhei Moshe
Darkhei Moshe (דרכי משה) es un comentario sobre el  Tur así como sobre el Beit Yossef, que es el comentario de Yosef Karo sobre el Tur y la obra que subyace al Shulkhan Aruch. Isserles pretendía originalmente que el Darkhei Moshe sirviera de base para posteriores decisiones halájicas. Por ello, en esta obra evalúa los dictámenes del Tur -que era ampliamente aceptado entre los asquenazíes y sefardíes comparándolos con los dictámenes de otras autoridades halájicas (poskim). El Beth Yosef fue publicado mientras Isserles trabajaba en el Darkhei Moshe. Reconociendo que el comentario de Karo cumplía en gran medida sus objetivos, Isserles publicó el Darkhei Moshe en una forma modificada. "Al publicar el דרכי משה, R. Isserles prestó un gran servicio al judaísmo asquenazí, ya que restableció sus autoridades talmúdicas como factor decisivo en la determinación de una ley" Un resumen de la obra original se publica con el Tur; la versión completa del Darkhei Moshe se publica por separado.

### HaMapah
HaMapah (המפה) se escribe como una glosa al Shulján Aruj de Joseph Caro, discutiendo los casos en los que difieren las costumbres sefardíes y asquenazíes. HaMapah es el "mantel" del Shulján Aruj, la "mesa servida". Caro había basado sus posiciones normativas en tres autoridades: Maimónides, Asher ben Jehiel (el Rosh), y Isaac Alfasi (el Rif). De ellos, sólo Asher ben Jehiel tenía raíces no sefardíes, habiendo vivido la mayor parte de su vida en Alemania antes de trasladarse a España, pero aun así, su obra es en gran medida de orientación sefardí. Así, Isserles creó una serie de glosas, en las que complementó a Caro con material extraído de las leyes y costumbres (Minjaguim) de la judería asquenazí, basadas principalmente en las obras de Yaakov Moelin, Israel Isserlein e Israel Bruna.
Todas las ediciones del Shulján Aruj desde 1578 incluyen el HaMapah incrustado en el texto (introducido por la palabra: הגה Hagahah, que significa "glosa"), y se distingue por una escritura Rashi semicursiva. El HaMapah del Rabino Isserles fue "considerado una interpretación y un complemento de la obra de Caro, al tiempo que desafiaba su pretensión de autoridad universal al introducir tradiciones y costumbres asquenazíes que diferían de las sefardíes. Sin embargo, en lugar de cuestionar el estatus del Shulján Aruj, Isserles estableció el estatus del Shulján Aruj como texto autorizado. En la mayoría de las ediciones desde 1574, el Shulján Aruj se imprimió con el HaMapah, creando así una interesante tensión que se materializó en la página impresa. Fue un acto de integración de la tradición sefardí y su acomodación en el mundo asquenazí, la confirmación de la autoridad y su socavamiento apareciendo en la misma página"
Las citas "que indican las fuentes en autoridades anteriores de las decisiones en las anotaciones al Shulján Aruj, no fueron colocadas por Isserles. Esto puede verse en el hecho de que muchas veces se dan referencias incorrectas. Un erudito anónimo las colocó al final de cada comentario y poco a poco se han confundido como indicaciones del propio autor"
El hecho de que el rabino Isserles entreteja "sus comentarios en el texto principal a modo de glosas, indica, además de mantener la actitud tradicional asquenazí ante un texto, que la obra en sí, destinada a servir de libro de texto para los profanos, había sido aceptada en la yeshivá del Rema en Cracovia como libro de referencia para los estudiantes. En lugar del Arba Turim, el principal texto para el estudio de los poskim en la yeshivá ashkenazí hasta la época del Rema, éste optó por utilizar el nuevo libro, que estaba libre de capas acumuladas de glosas y emendaciones, actualizado y lúcido, y dispuesto según las mismas líneas que el antiguo Arba Turim, de modo que pudiera introducirse fácilmente en el plan de estudios de la yeshivá. Este fue un paso crucial para consolidar el estatus canónico del Shulján Aruj".
En la actualidad, el término "Shulján Aruj" se refiere a la obra combinada de Caro e Isserles. Esta consolidación de las dos obras reforzó la unidad subyacente de las comunidades sefardí y asquenazí. Gracias a esta unificación, el Shulján Aruj se convirtió en el código de la ley judía universalmente aceptado por todo el pueblo judío, con la notable excepción de los judíos yemenitas (teimanim) que aún siguen el Mishné Torá de Maimónides, el Rambam.

### Otras obras
El rabino Isserles también escribió:
- Torath ha-Chatath, una guía legal centrada principalmente en las leyes dietéticas judías.
- Torath ha-Olah, una explicación filosófica en profundidad del significado del Templo de Jerusalén y sus ritos.
- Mechir Yayin, un comentario sobre el Libro de Ester.
- Teshuvot Rema, una colección de responsa rabínica.

## Obras publicadas
- Shulchan Aruch Archives - Orach Chayim , Torah.org
- Shulchan Aruch Archives - Yoreh De'ah, Torah.org
- Torath ha-Olah fulltext (PDF, Hebrew)